# Vincenzo Zavattari
Pour les autres membres de la famille, voir Zavattari.
Vincenzo Zavattari  est un peintre italien né en Lombardie, qui fut actif au XVe  et début du  XVIe siècle.

## Biographie
Vincenzo Zavattari est le membre d'une famille d'artistes italiens, des peintres lombards  actifs au XVe  et début du  XVIe siècle.
Vincenzo  est le fils de Giovanni Zavattari et le frère de Franceschino II (documenté à Milan (1479-1481), Guidone et  de Giangiacomo.